# Alain Berset
Alain Berset (Fribourg, 9 april 1972) is een Zwitsers politicus voor de Sociaaldemocratische Partij uit het kanton Fribourg. Van 1 januari 2012 tot 31 december 2023 was hij lid van de Bondsraad. Hij was bondspresident van Zwitserland in 2018 en 2023. Sinds 2024 is Berset secretaris-generaal van de Raad van Europa.

## Biografie

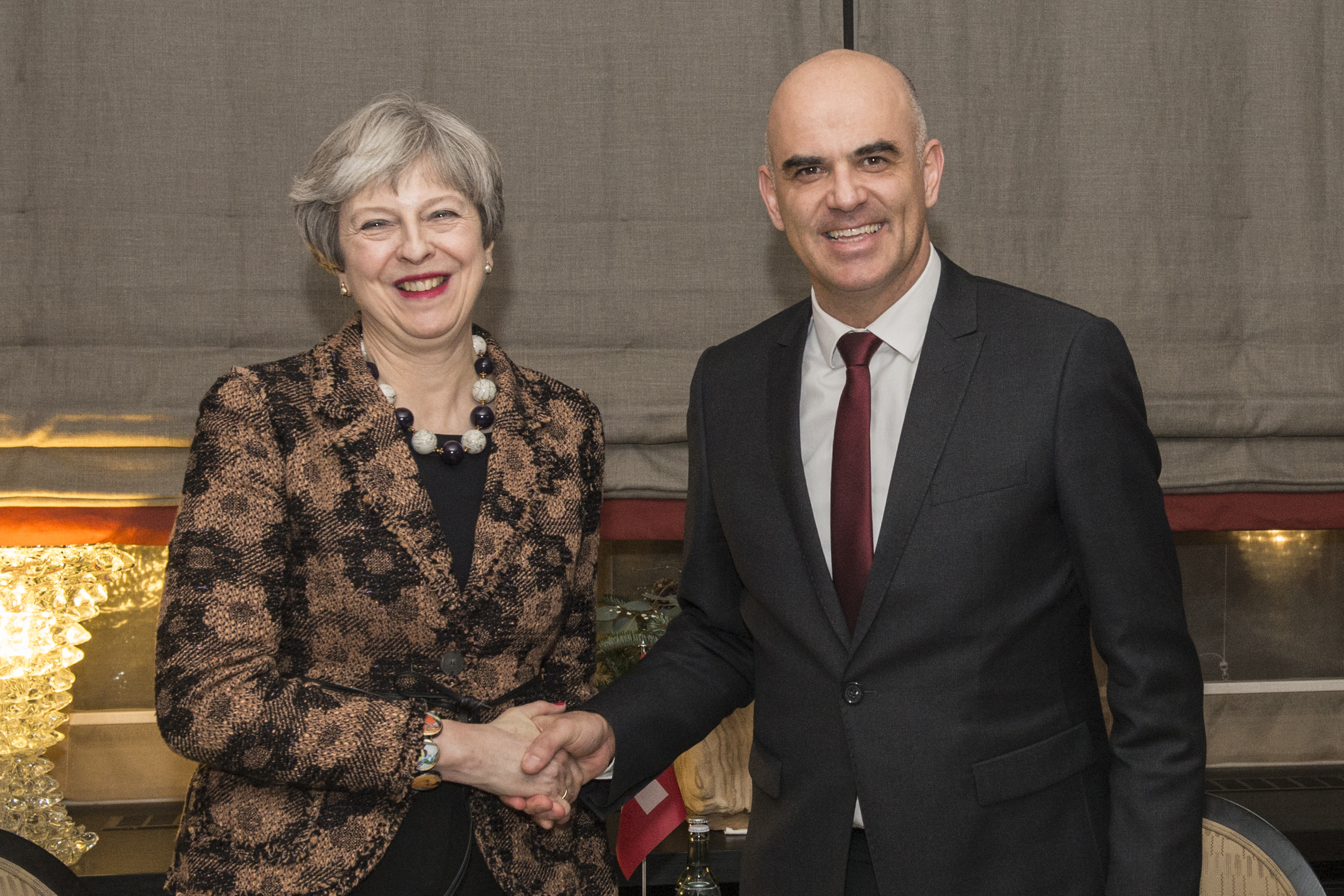
Bondspresident Berset met de Britse eerste minister Theresa May. Davos, 24 januari 2018.

Van 2000 tot 2004 was Berset deel van de constituante van het kanton Fribourg. Van 2001 tot 2003 lid van de gemeenteraad in Belfaux. Bij de federale parlementsverkiezingen van 2003 werd hij verkozen als lid van de Kantonsraad. Hij was toen het jongste lid van deze vergadering. In 2007 en 2011 werd hij als Kantonsraadlid herkozen. In de periode 2007-2008 was Berset de voorzitter van de Kantonsraad.
Op 14 december 2011 werd hij verkozen tot lid van de Bondsraad, als opvolger van Micheline Calmy-Rey. Sinds 1 januari 2012 bekleedt hij de functie van minister van Binnenlandse Zaken. In 2018 was Berset bondspresident van Zwitserland, gevolgd door een tweede termijn in 2023. In 2020 speelde hij als Bondsraadslid bevoegd voor volksgezondheid een belangrijke rol tijdens de coronacrisis in Zwitserland. Bij de Bondsraadsverkiezingen van 2023 stelde hij zich niet herkiesbaar. Hij werd opgevolgd door Beat Jans.
Berset werd in juni 2024 met 114 van de 306 stemmen verkozen tot nieuwe secretaris-generaal van de Raad van Europa.
Berset is een econoom, getrouwd en vader van drie kinderen.